# Adria Mobil/2010
Deze pagina geeft een overzicht van de Adria Mobil wielerploeg in 2010.

## Transfers
| Inkomend        | Team 2009               | Uitgaand        | Team 2010           |
| --------------- | ----------------------- | --------------- | ------------------- |
| Marino Palandri | Team Miche-Silver Cross | Grega Bole      | Lampre-Farnese Vini |
| Mitja Mahorič   | Onbekend                | Alessio Signego | Team Nippo          |
| Jani Music      | Onbekend                | Miha Svab       | Obrazi Delo Revije  |
| Aljaž Hočevar   | Onbekend                | Robert Vrečer   | Obrazi Delo Revije  |
| Pavel Gorenc    | Onbekend                | Benjamin Cujnik | Sava                |
|                 |                         | Jure Zrimšek    | Sava                |

## Renners
| Naam            | Geboortedatum    | Nationaliteit | Ploeg 2009 |
| --------------- | ---------------- | ------------- | ---------- |
| Kristjan Fajt   | 7 mei 1982       | Slovenië      |            |
| Matej Gnezda    | 12 januari 1979  | Slovenië      |            |
| Pavel Gorenc    | 15 juli 1991     | Slovenië      | Onbekend   |
| Aljaž Hočevar   | 20 augustus 1991 | Slovenië      | Onbekend   |
| Blaž Jarc       | 17 juli 1988     | Slovenië      |            |
| Marko Kump      | 9 september 1988 | Slovenië      |            |
| Mitja Mahorič   | 12 mei 1976      | Slovenië      | Onbekend   |
| Uroš Murn       | 9 februari 1975  | Slovenië      |            |
| Jani Music      | 12 januari 1991  | Slovenië      | Onbekend   |
| Tomaž Nose      | 21 april 1982    | Slovenië      |            |
| Marino Palandri | 30 november 1985 | Italië        | Onbekend   |
| Jure Zagar      | 23 februari 1987 | Slovenië      |            |

## Kalender (profwedstrijden)
| Wedstrijd                           | Datum             | Categorie |
| ----------------------------------- | ----------------- | --------- |
| Gran Premio Dell'Insubria-Lugano    | 27 februari 2010  | 1.1       |
| GP Lugano                           | 28 februari 2010  | 1.1       |
| Ronde van Friuli                    | 3 maart 2010      | 1.1       |
| Internationale Wielerweek           | 23-27 maart 2010  | 2.1       |
| Ronde van de Sarthe                 | 6-9 april 2010    | 2.1       |
| Ronde van Trentino                  | 20-23 maart 2010  | 2.1       |
| GP Industria & Artigianato-Larciano | 1 mei 2010        | 1.1       |
| GP van Kranj                        | 29 mei 2010       | 1.1       |
| Ronde van Slovenië                  | 17-20 juni 2010   | 2.1       |
| Trofeo Matteotti                    | 1 augustus 2010   | 1.1       |
| GP Industria & Commercio di Prato   | 5 augustus 2010   | 1.1       |
| Coppa Agostoni                      | 18 augustus 2010  | 1.1       |
| Coppa Bernocchi                     | 19 augustus 2010  | 1.1       |
| GP van Modena                       | 18 september 2010 | 1.1       |

## Overwinningen
| Wedstrijd                           | Datum         | Categorie | Winnaar      |
| ----------------------------------- | ------------- | --------- | ------------ |
| Trofeo Zssdi                        | 7 maart 2010  | 1.2       | Marko Kump   |
| Poreč Trophy                        | 14 maart 2010 | 1.2       | Matej Gnezda |
| 5e etappe Internationale Wielerweek | 26 maart 2010 | 2.1       | Marko Kump   |
| Ronde van Vlaanderen U23            | 10 april 2010 | 1.Ncup    | Marko Kump   |
| GP van Kranj                        | 29 mei 2010   | 1.1       | Matej Gnezda |

2005 · 2006 · 2007 · 2008 · 2009 · 2010 · 2011 · 2012 · 2013 · 2014 · 2015 · 2016